# Universidad Europea del Atlántico
L'Université européenne de l'Atlantique ou Universidad Europea del Atlántico (UNEATLÁNTICO) est une université privée espagnole, située dans le Parc scientifique et technologique de Cantabrie (PCTCAN), dans la ville de Santander.

## Histoire
L'institution académique a ouvert ses portes le 29 septembre 2014, avec huit diplômes de master 1 (bac+4) et 350 étudiants inscrits. Les cours se mettront en place graduellement, année après année, jusqu'à parvenir à la première génération des diplômés de l'UNEATLÁNTICO durant l'année universitaire 2017-2018.
Tous les programmes offerts par l'université sont adaptés à l'Espace européen d'éducation supérieure (processus de Bologne) et l'établissement a sous sa dépendance le Centre d'investigation et de technologie industrielle de Cantabrie (CITICAN).

## Campus
L'UNEATLÁNTICO dispose d'un campus de 16 500 m2 au cœur du Parc Scientifique et Technologique de Cantabrie, dans la ville de Santander.
Lorsque l'Université fonctionnera pleinement, elle disposera d'un parking souterrain, d'une salle des actes d'une capacité de 400 personnes, d'une bibliothèque, d'une cafétéria, de laboratoires, de salles d'informatique, de salles d'étude, d'un gymnase et de divers espaces à usages multiples.
Le projet a supposé un investissement approximatif et totalement privé de 16,5 millions d’euros ; 14,5 ont été consacrés au bâtiment en lui-même et les 2 autres à la constitution du Centre d'Investigation et de Technologie Industrielle de Cantabrie (CITICAN), une fondation née pour canaliser les projets de RDI (Recherche/Développement/Investissement) de l'institution académique.

## Emblèmes
La devise est « Ex veritate lux, ex labore virtus » (De la vérité, la lumière ; du travail, la valeur).
Le blason : coupé et partagé en deux parties. 1er : d'argent ; 2e : de gueules, avec une figure de livre ouvert argenté ressortissant sur les deux parties ; 3e : sur un fond d'azur, la figure d'un « a » majuscule inachevé, flanqué de la devise « Ex veritate lux, ex labore virtus », sur des vagues d'eau, le tout couleur d'argent. Bordure d'argent ornée de la légende « Universitas, Universidad Europea del Atlántico », en lettres de sable.
Le sceau reproduit le blason.

## Salle d'exposition
La salle d'exposition de l'UNEATLÁNTICO a été inaugurée le 13 avril 2015 par une galerie de cent gravures originales de Salvador Dalí. Située sur le campus de l'institution académique dans le Parc Scientifique et Technologique de Cantabrie (PCTCAN), la salle concentrera de nombreuses activités d'extension universitaire et deviendra un lieu de référence dans le circuit culturel de la ville.

## Galerie

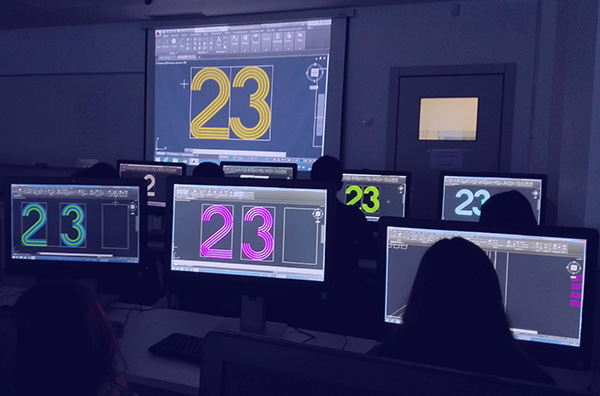
Salle de classe multimédia
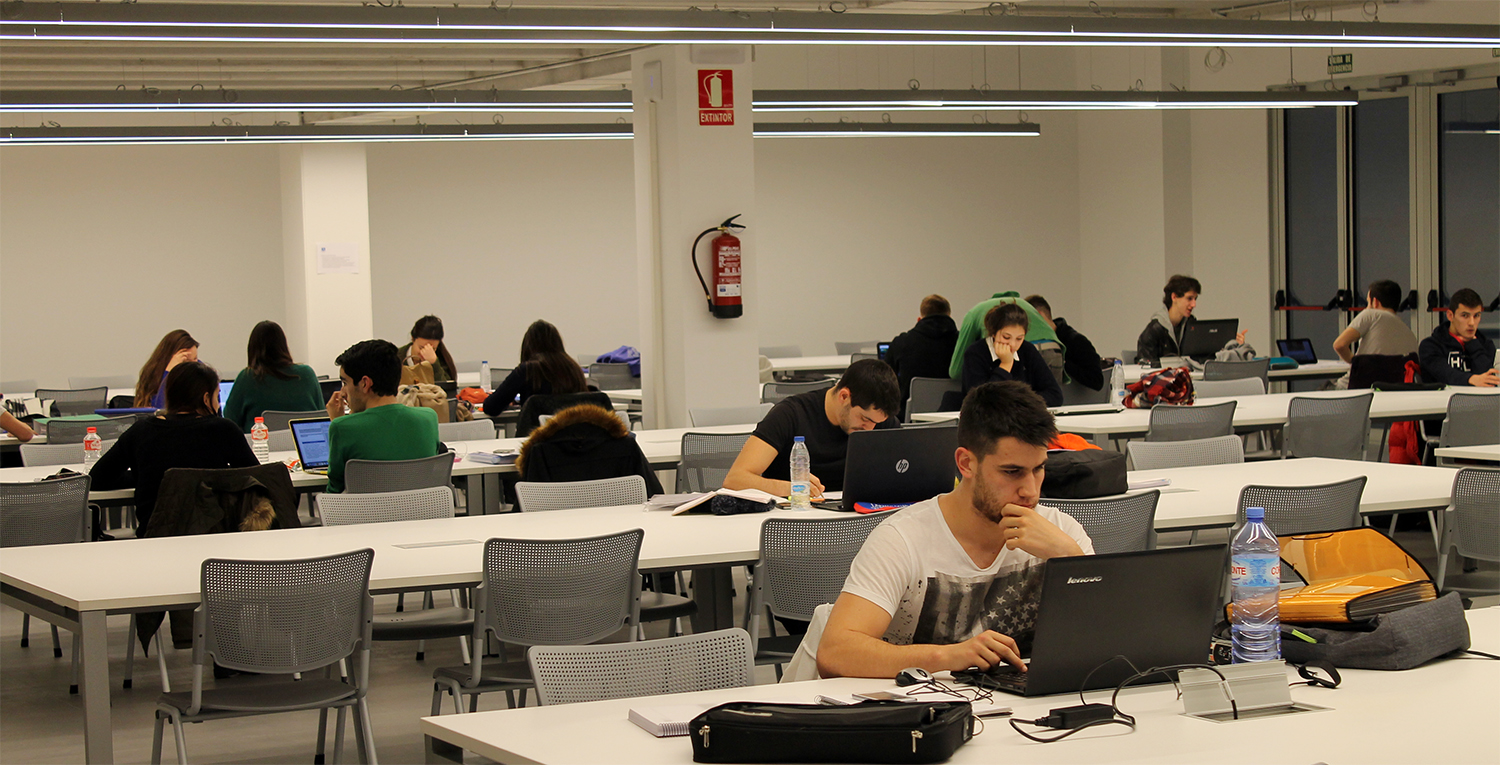
Bibliothèque
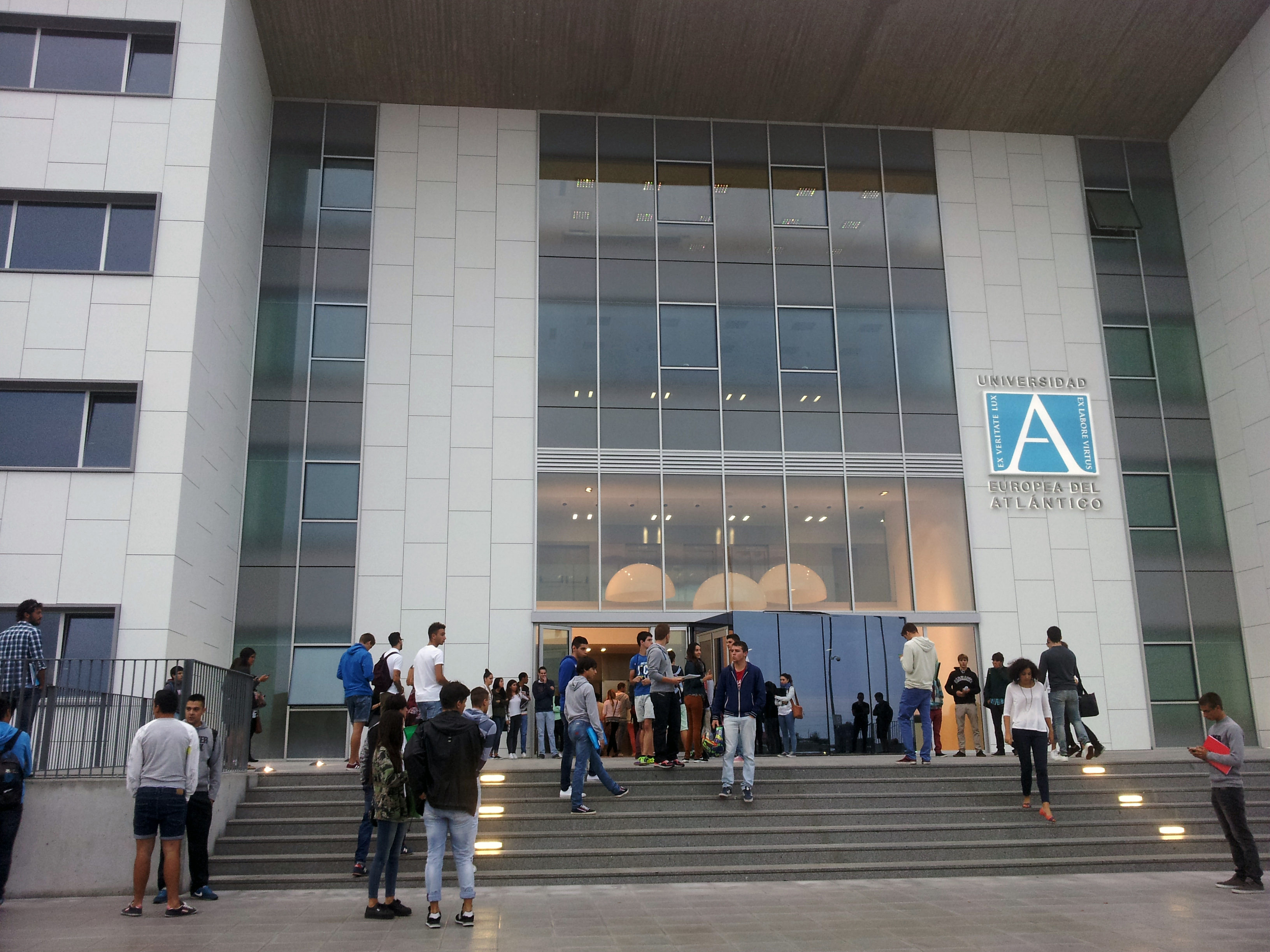
Façade Nord
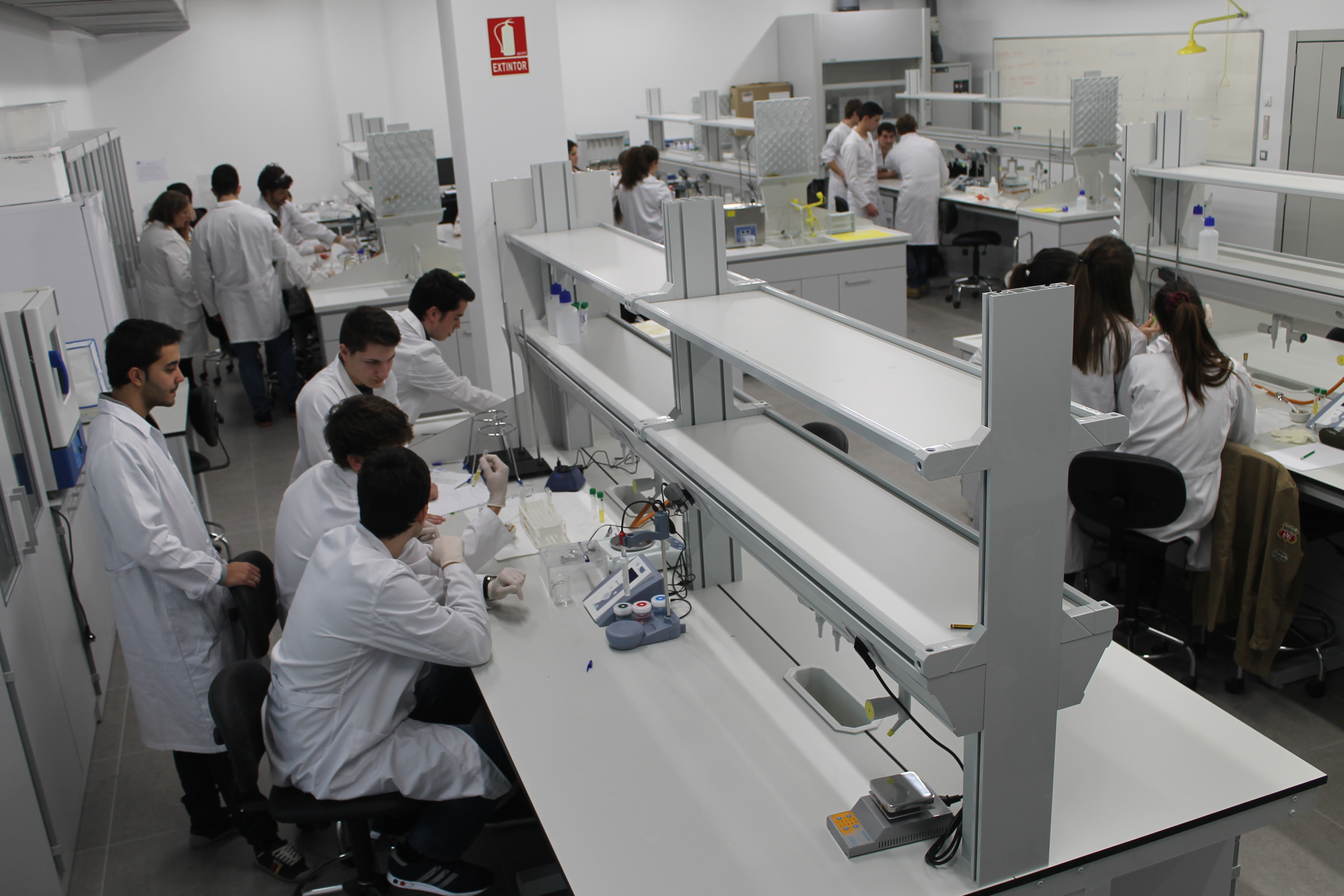
Laboratoire
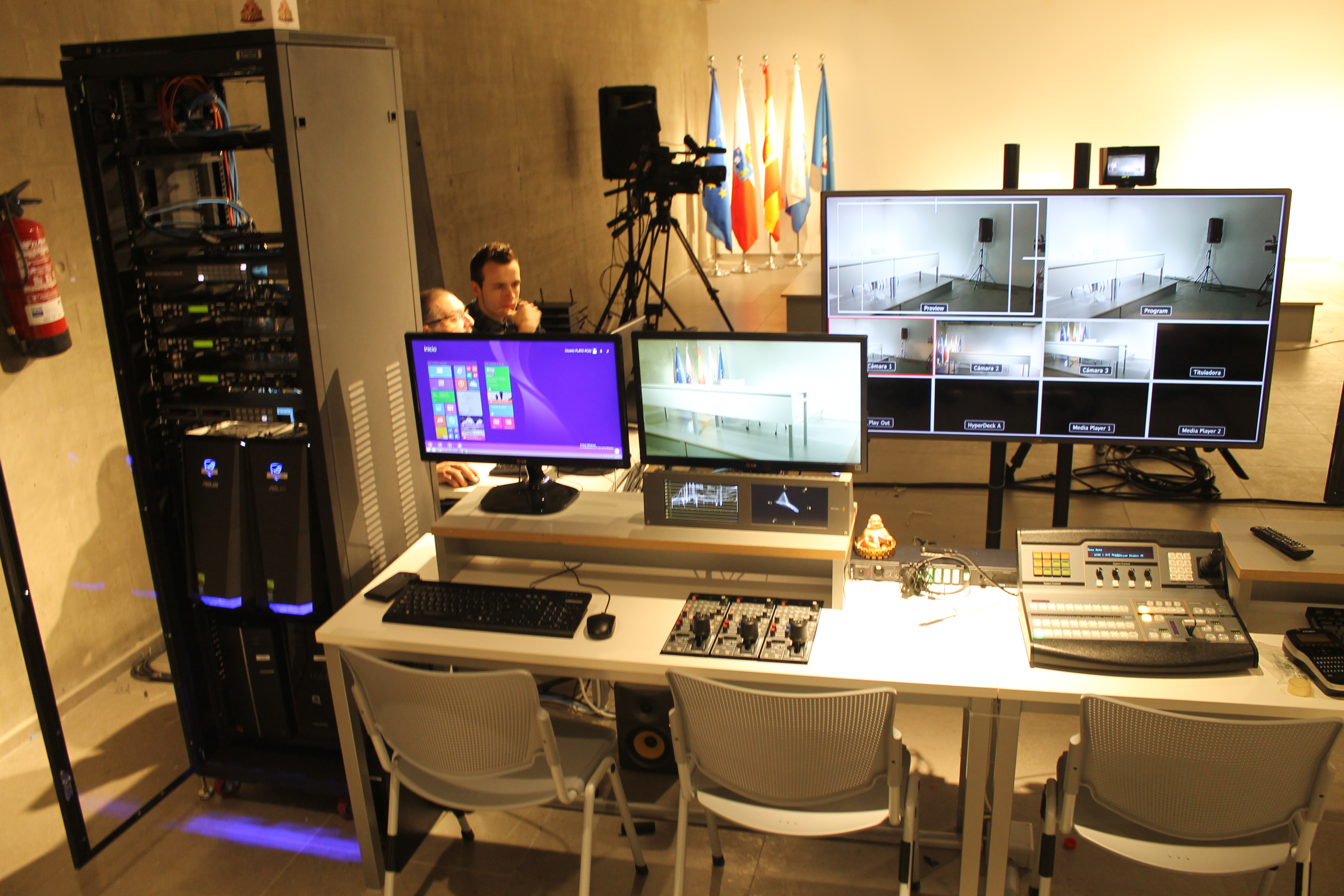
Studio de télévision
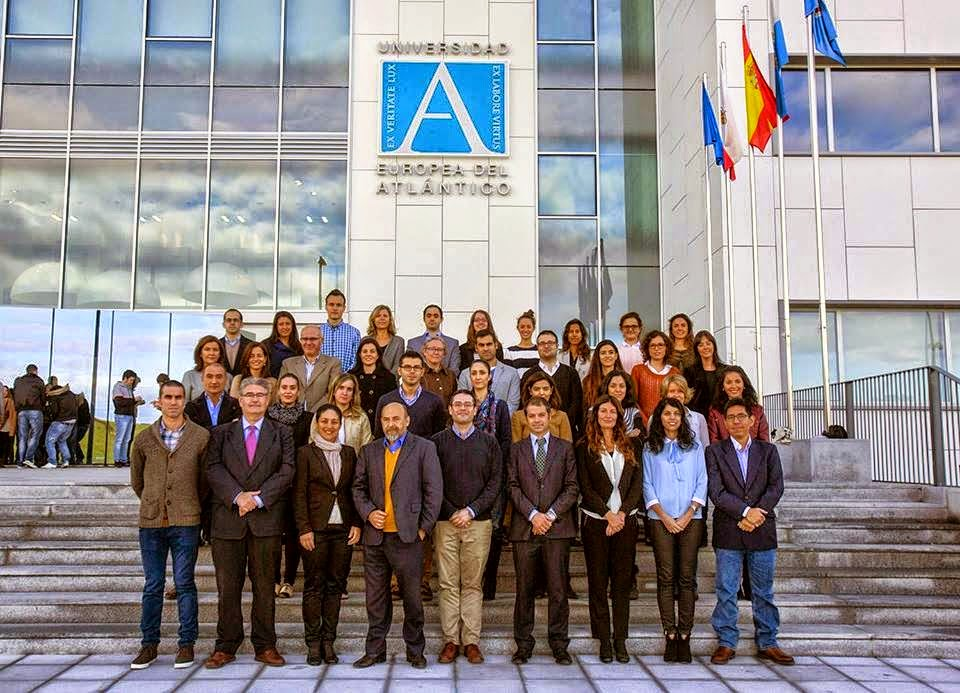
Personnel de l'Université
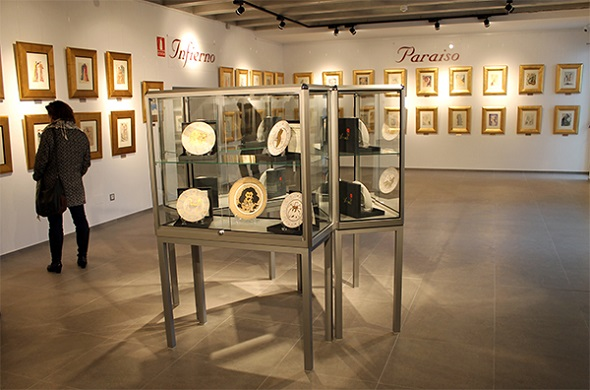
Salle d'exposition